# Wittmoor
El Wittmoor és un aiguamoll i un dels parcs naturals d'Hamburg i de Slesvig-Holstein a Alemanya. El parc es troba al nord-est d'Hamburg als barris de Duvenstedt, Lemsahl-Mellingstedt i Poppenbüttel, i al sud de Slesvig-Holstein a Glashütte (Norderstedt) i Tangstedt. Desguassa al nord via el Wittmoorgraben al Diekbek i al sud al Mellingbek, tots dos vessen a l'Alster. El nom baix alemany significa aiguamoll blanc que podria explicar-se per la presència massiva d'eriophorum o per què s'hi explotava a l'inici principalment la torba blanca, més jove i menys fosca que la torba negra que es troba a capes més profundes.

## Explotació industrial
La zona de torbera alta va desenvolupar-se després de la darrera edat glacial en una plana pantanosa sense arbres. Només a l'inici del segle xx va començar l'explotació intensiva de la torba. Aleshores van descobrir-se dos camins de taulons de roure de l'edat del bronze que havien desaparegut sota la vegetació. En 60 anys el paisatge va canviar el paisatge i la flora i la fauna pel drenatge necessari per a l'excavació de la torba, cessada el 1958. La zona abandonada va forestar-se espontaneament principalment de bedolls, un bosc poc divers.

## Camp de concentració
L'aiguamoll va esdevenir el 1933 un dels primers camp de concentració de l'Alemanya després de la presa del poder del nazisme. Hom hi internava socialistes, comunistes, transvestits, testimonis de Jehovà i jueus, entre altres els escriptors Heinz Liepmann i Alfred Levy. Havien d'explotar la torba i treballar a l'obra d'assecar el terra. Aviat va ser tancat pel gauleiter Karl Kaufmann per què el règim hi era masa «tou» i que «no s'hi apallissava prou». Ans al contrari, la reputació de la duresa de la vida al camp va terroritzar la població veïna, que pregava «Senyor, faç que esdevingui mut, per a evitar d'ésser enviat a Wittmoor». Kaufmann va abandonar els plans per a eixamplar-lo cap a una capacitat de 440 presoners i decidí de transferir els 140 interns al camp de Fuhlsbüttel. A diversos endrets es troben pedres commemoratives d'aquesta època més triste de la història de l'actual parc natural.
Des de 1999 l'associació Chaverim - Freundschaft mit Israel va organitzar una ceremonia el 27 de gener al dia de la commemoració de l'Holocaust i el 9 de novembre per a commemorar la Nit dels vidres trencats al monument al carrer Fuchsmoorweg a Norderstedt.

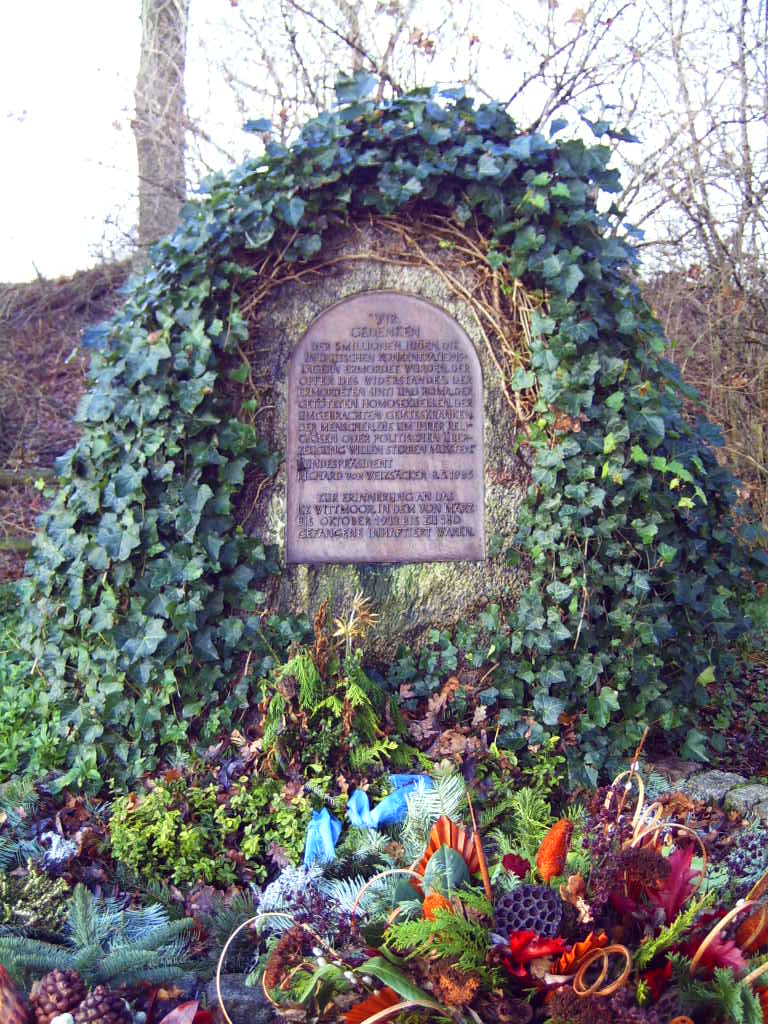
Monument a Norderstedt
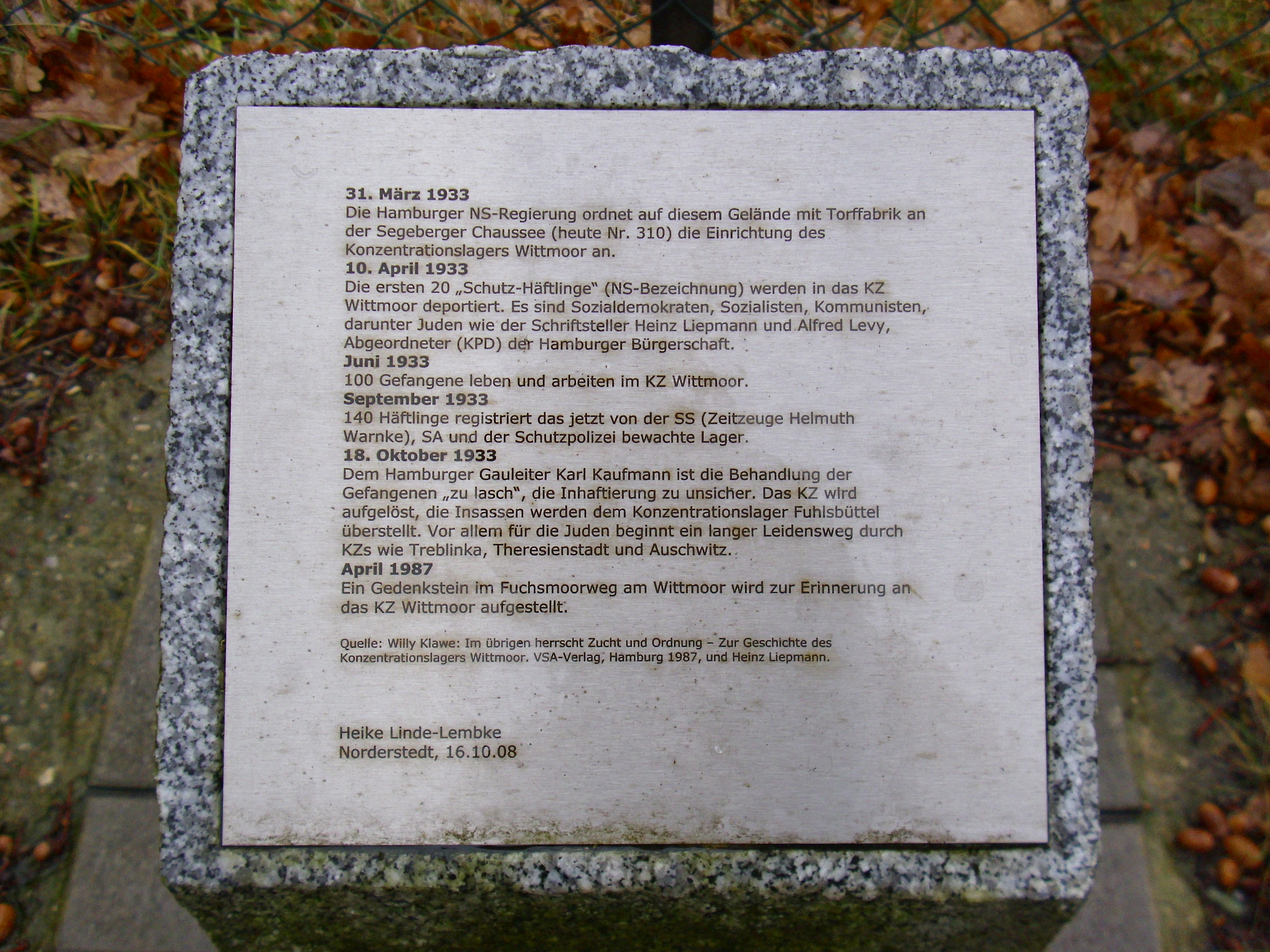
Estela a la carretera Segeberger Chaussee
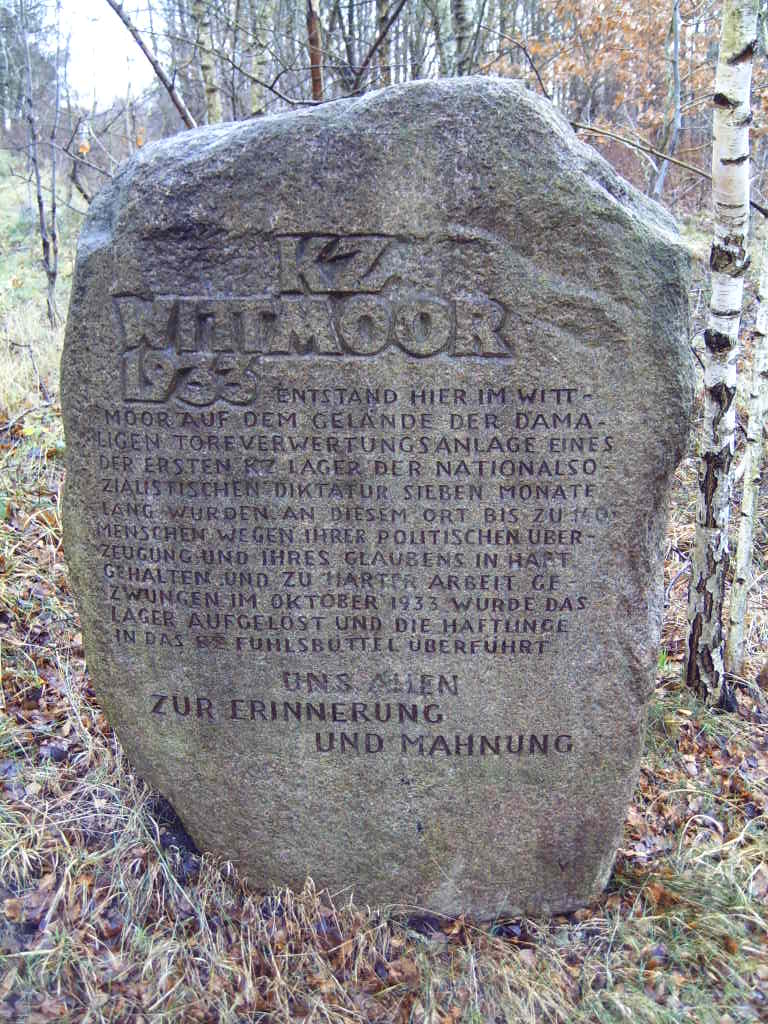
Pedra memorial a l'interior del Wittmoor
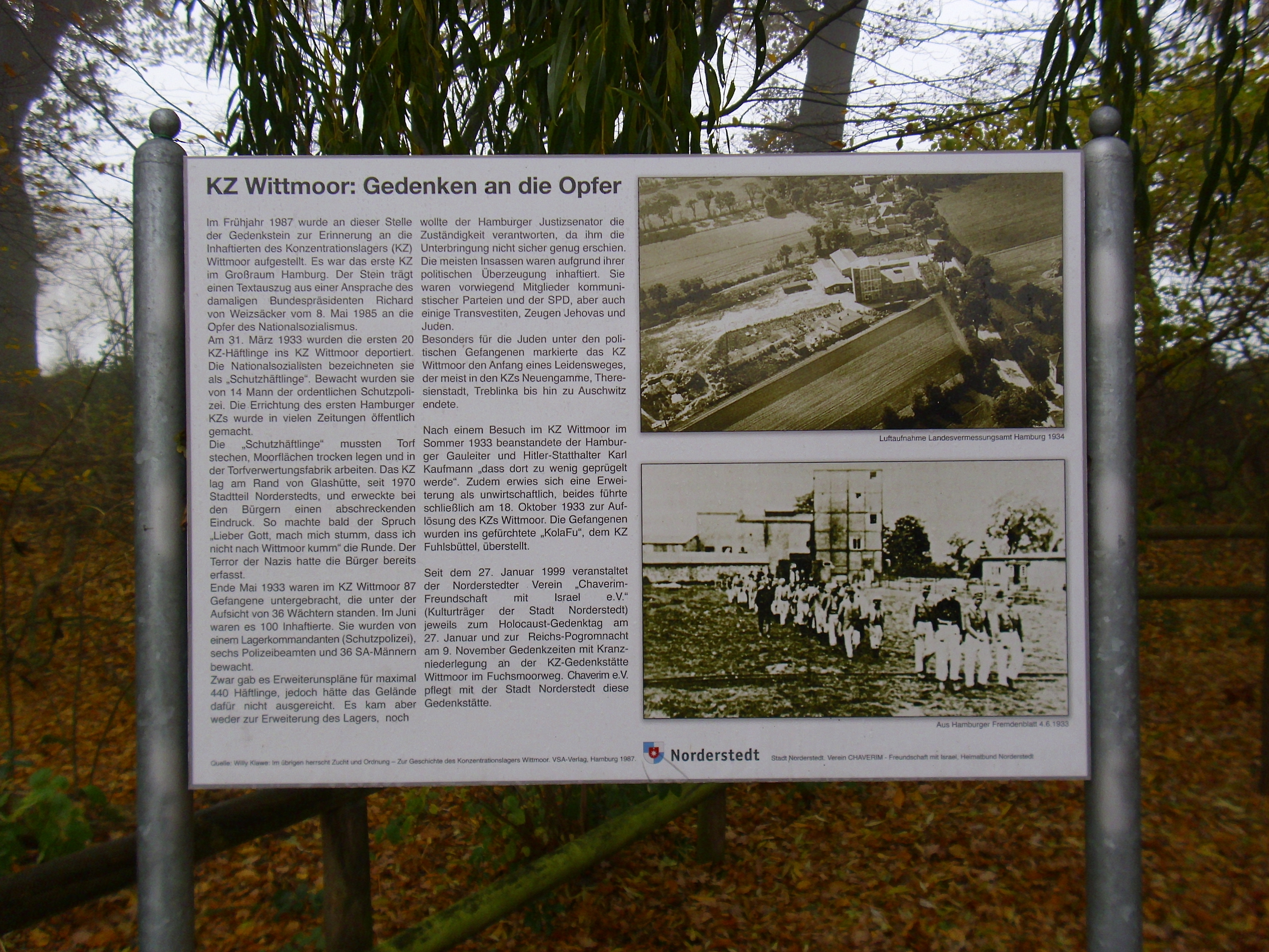
Taula commemorativa amb fotos del camp i dels presoners al carrer Fuchsmoorweg

## Parc Natural

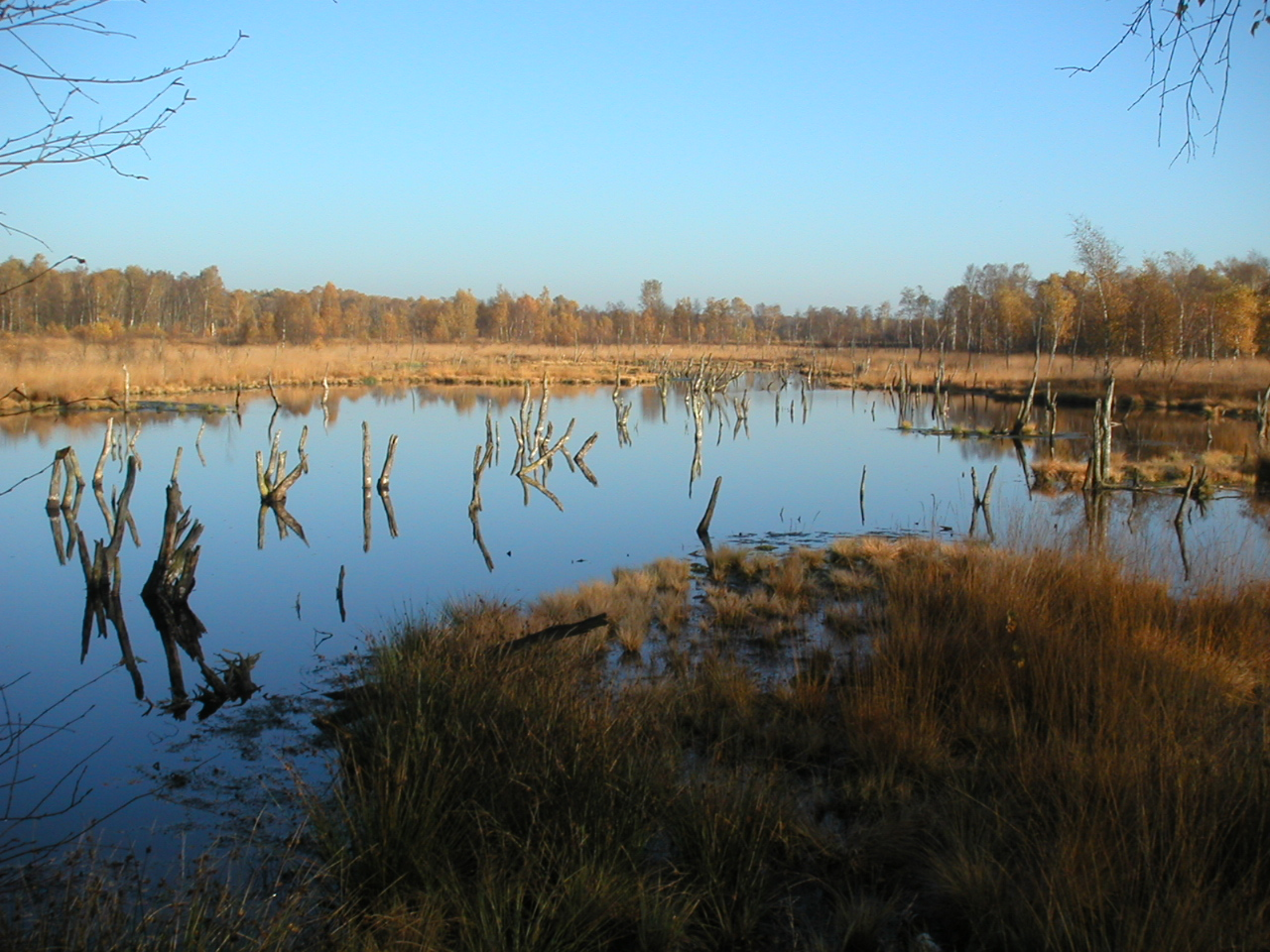
Un dels aiguamolls nous al tardor

Des del 1977 va començar un projecte de renaturalització que va començar en pujar el nivell d'aigua i cessar el drenatge intensiu. Al centre van crear-se zones pantanoses envoltat de prats molls a les zones més altes, landa i boscs a l'entorn que hauran de tornar a fer-se d'espècies indígenes. El bosc també ha de protegir les zones més baixes dels vents freds i així estimular l'arribada espècies que proliferen a temperatura més alta. Els 1997 la ciutat d'Hamburg va eixamplar la zona de protecció als prats entre la reserva i la zona habitada, al qual només un pasturatge extensiu. Per tal d'augmentar la biodiversitat, l'associació NABU que gereix una part de la reserva, va plantejar un verger d'arbres d'alta tija.
A la frontera est, prop del poble de Lemsahl-Mellingstedt es troben uns túmuls de l'edat del bronze.

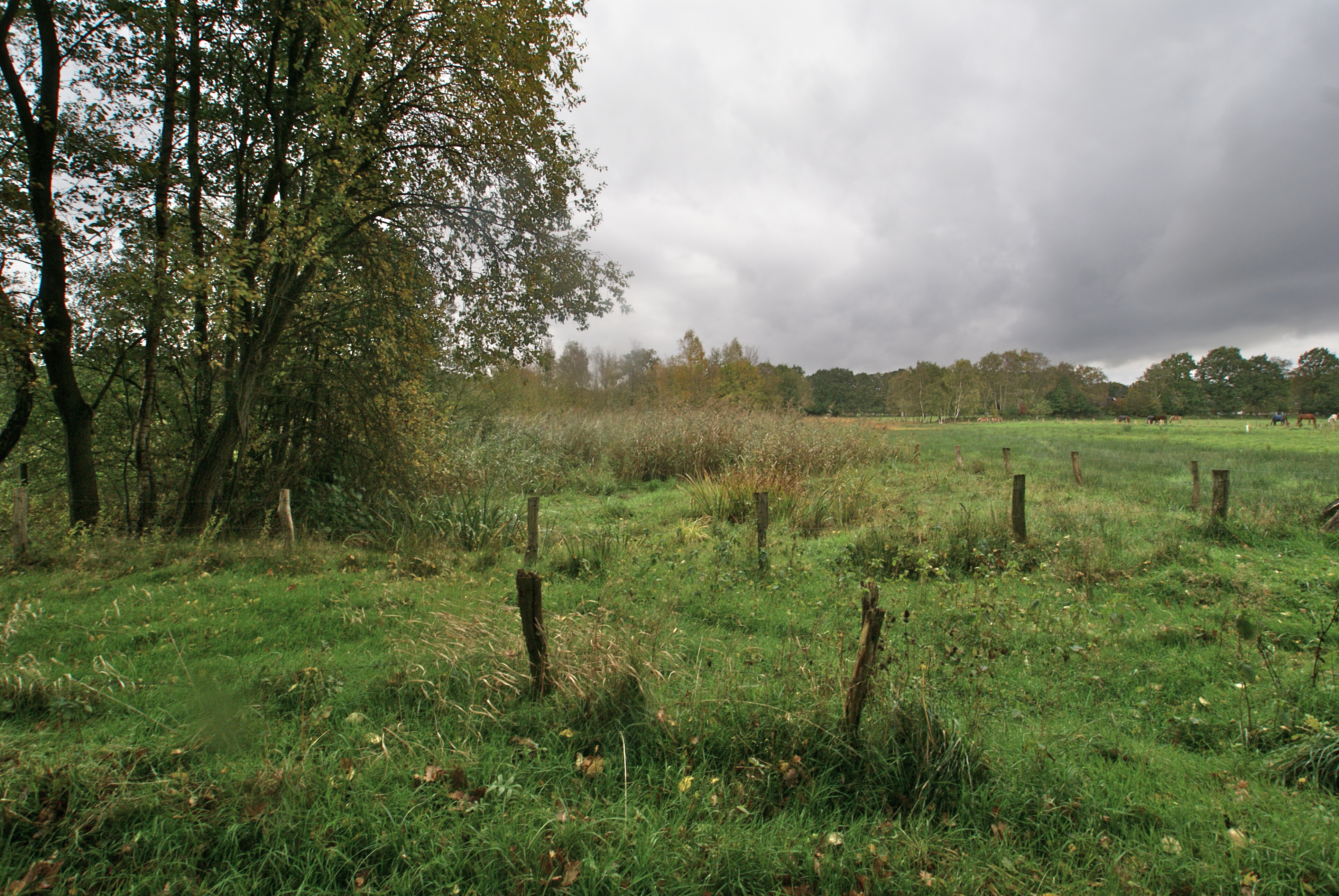
El Poppenbütteler Graben al sud del Wittmoor
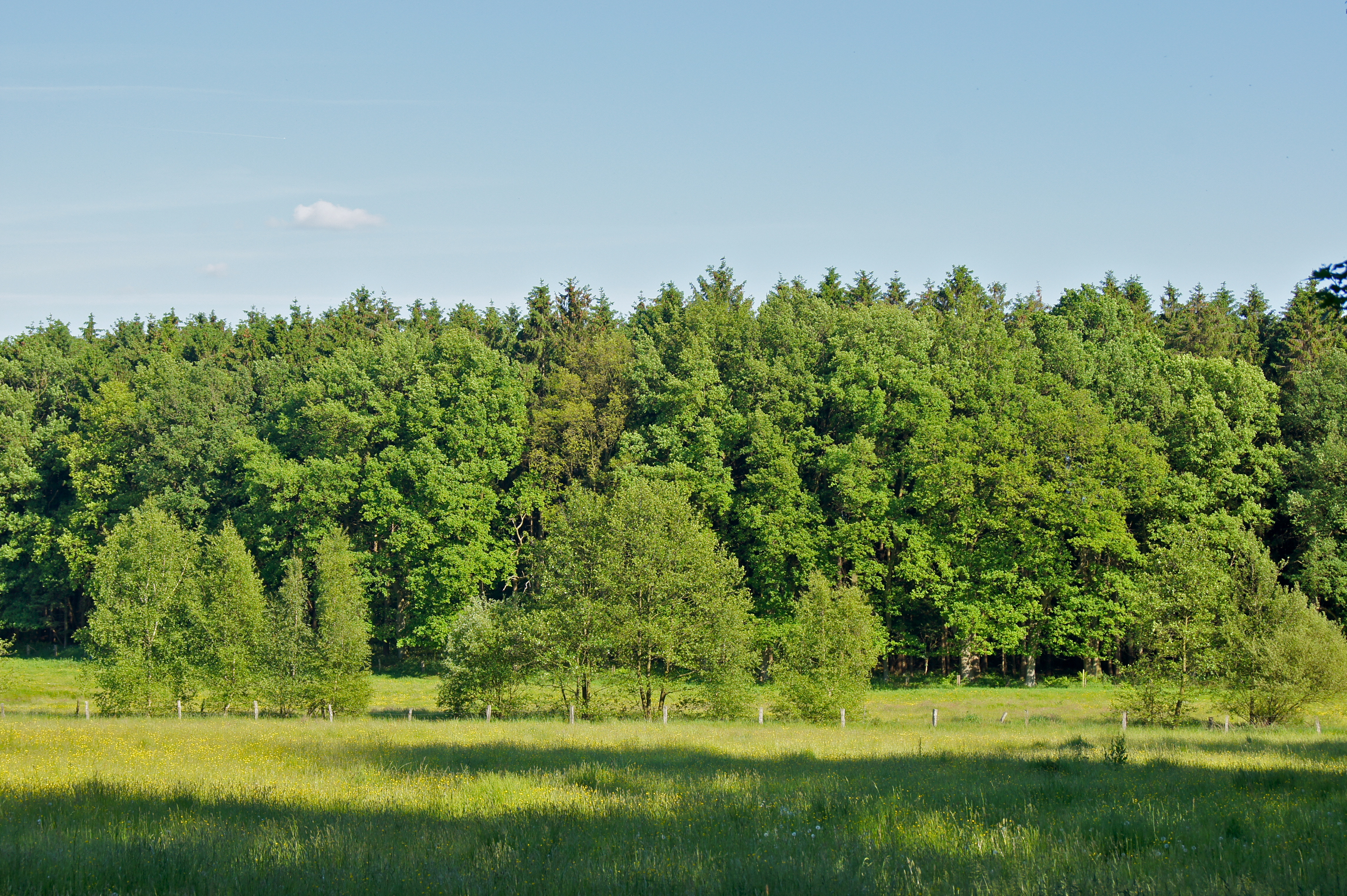
La vall del Wittmoorgraben vers Dubenstedt
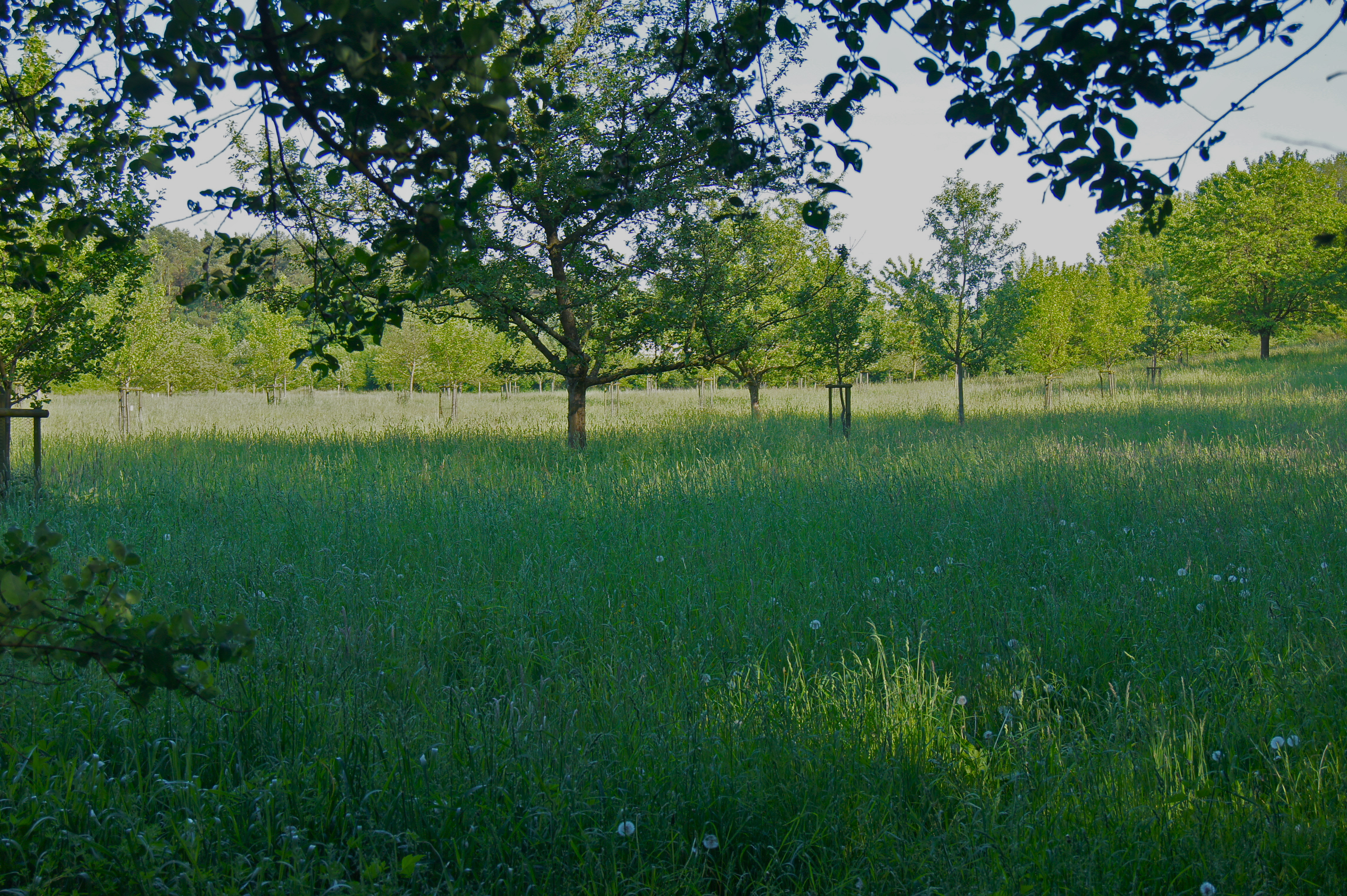
Verger d'arbres d'alta tija
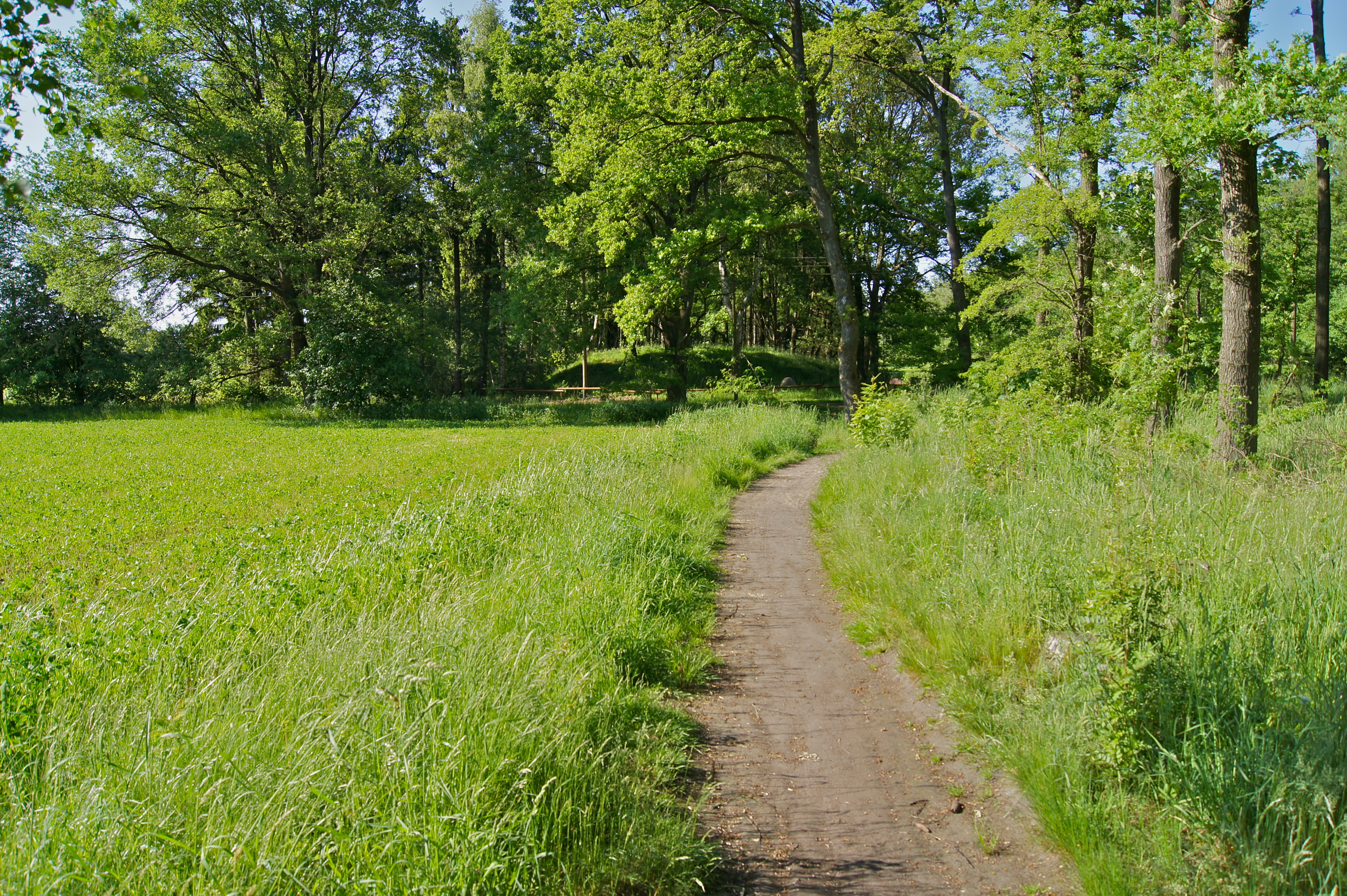
Túmul

## Ennlaços externs
- El Wittmoor (alemany)  al web oficial de la ciutat d'Hamburg
- http://www.hamburg.nabu.de/m08/m08_02/06507.html Arxivat 2008-03-07 a Wayback Machine. al web del Naturschutzbund Deutschland

 A Wikimedia Commons hi ha contingut multimèdia relatiu a: Wittmoor